# Box-office Italie 1949
Cet article traite du box-office de l'année 1949 en Italie.

## Les 10 premiers
Les films sont classés selon les recettes réelles de la Société italienne des auteurs et éditeurs (SIAE, Società Italiana degli Autori ed Editori), fournies par les volumes Platea in piedi exprimées en lires italiennes,. Lorsque les données SIAE pour le nombre d'entrées ne sont pas disponibles, les recettes réelles ont été divisées par le prix moyen du billet estimé à 88 lires en 1949.
| Rang | Titre                        | Pays                | Réalisateur              | Recettes Italie (lires) | Entrées Italie |
| ---- | ---------------------------- | ------------------- | ------------------------ | ----------------------- | -------------- |
| 1    | Le Mensonge d'une mère       | Drapeau de l'Italie | Raffaello Matarazzo      | 735 000 000             | 8 352 273      |
| 2    | L'Enterrée vivante           | Drapeau de l'Italie | Guido Brignone           | 530 000 000             | 6 022 727      |
| 3    | Totò cherche un appartement  | Drapeau de l'Italie | Mario Monicelli et Steno | 515 300 000             | 5 855 682      |
| 4    | Fabiola                      | Drapeau de l'Italie | Alessandro Blasetti      | 513 750 000             | 5 838 068      |
| 5    | Le Loup de la Sila           | Drapeau de l'Italie | Duilio Coletti           | 451 000 000             | 5 125 000      |
| 6    | Au nom de la loi             | Drapeau de l'Italie | Pietro Germi             | 435 000 000             | 4 943 182      |
| 7    | Riz amer                     | Drapeau de l'Italie | Giuseppe De Santis       | 426 487 000             | 4 846 443      |
| 8    | Les Pompiers chez les pin-up | Drapeau de l'Italie | Mario Mattoli            | 418 750 000             | 4 758 523      |
| 9    | L'Empereur de Capri          | Drapeau de l'Italie | Luigi Comencini          | 400 000 000             | 4 545 455      |
| 10   | Totò le Moko                 | Drapeau de l'Italie | Carlo Ludovico Bragaglia | 373 000 000             | 4 238 636      |